# Jean Sère

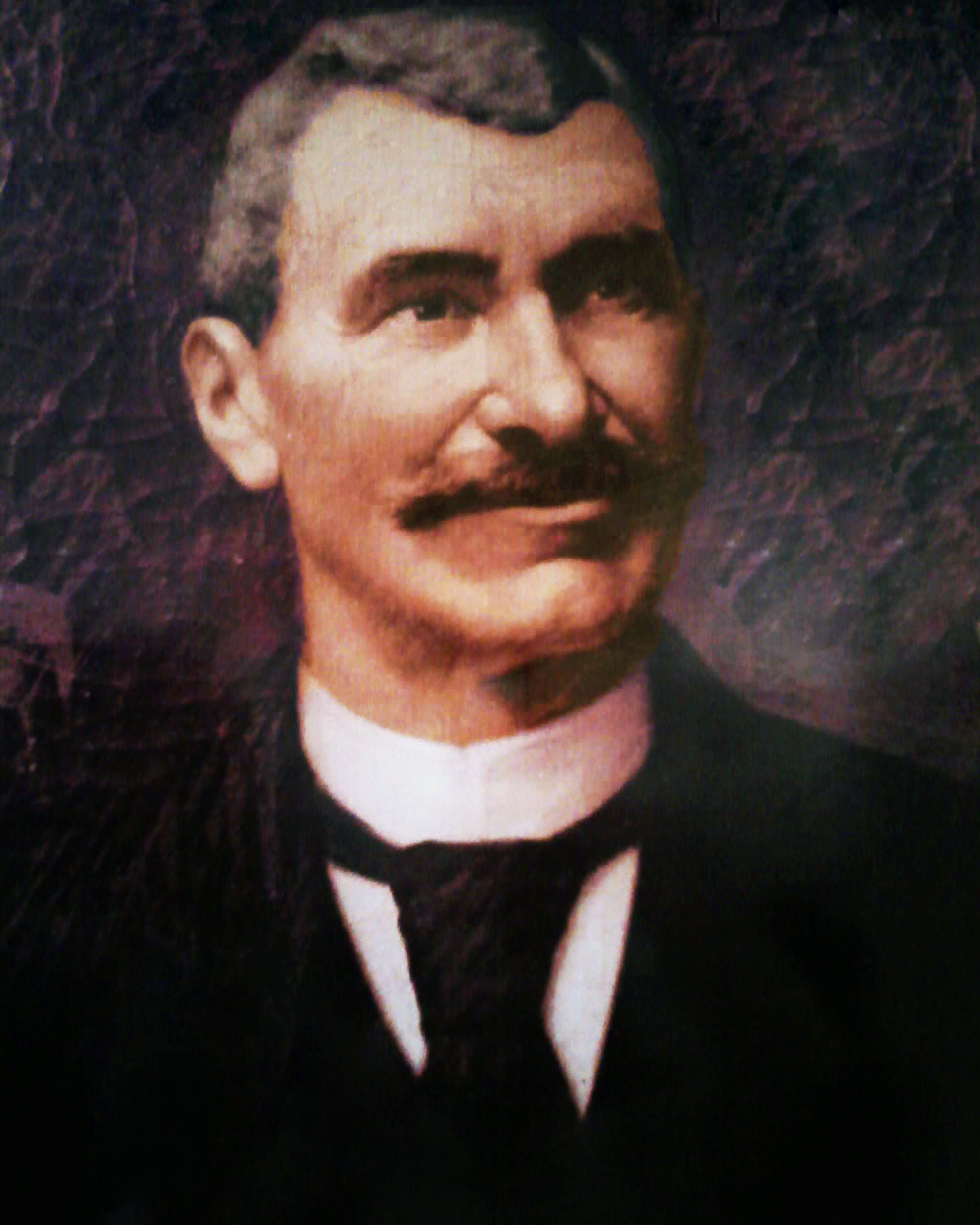
Jean Sère (1831-1893).

Jean Sère (Moncayolle-Larrory-Mendibieu, 1831 - Provincia de Buenos Aires, 1893), empresario y terrateniente vasco francés radicado en Argentina. Es recordado por haber sido propietario de la Mansión Seré y por las dos localidades de la provincia de Buenos Aires que llevan su nombre. 

## Biografía
Nació en Moncayolle-Larrory-Mendibieu, en los Bajos Pirineos, en 1831, hijo de Marianne Bordenave y Jean Sère. En 1862 emigró a la Argentina. Allí trabajó como cuarteador en la Plaza Miserere (Ciudad de Buenos Aires). A los pocos meses se casó con María Etcheverts, de 15 años. En 1863, instaló una pinturería en la calle Alsina. En 1864, vendió la pinturería y con las ganancias obtenidas compró tierras en Chacabuco, provincia de Buenos Aires. Luego adquirió 15.000 hectáreas en Lincoln. 
Este territorio se hallaba, por aquel entonces, fuera de la línea de la frontera. Los escasos habitantes vivían con la amenaza permanente de los malones, protegidos por el ejército argentino, instalado en el fuerte de Junín. La estancia tenía un cañón en su casco. Allí desarrolló actividades ganaderas y creó la primera fábrica de bolsas de arpillera de Argentina. 
En 1868, compró 56 hectáreas en las afueras de Morón, donde construyó la Quinta Seré, y se dedicó a la cría de caballos de polo. Murió rodeado de los suyos en 1893.

## La Mansión Seré
Ver artículo principal
Tras su muerte, su hija Leocadia construyó un palacete francés, la Mansión Seré, fue expropiada por el gobierno de Juan Domingo Perón, y destinado al Ejército Argentino. Se hizo conocida muchos años después cuando el gobierno de facto de Jorge Rafael Videla la convirtió en un campo de concentración y exterminio. Luego de la fuga de cuatro prisioneros, en 1978, la casa fue incendiada por los propios militares. Las ruinas fueron demolidas en 1985. La Mansión Seré fue una de las prisiones clandestinas más famosas de Argentina. Hoy existe un centro deportivo y un museo que recuerda a los desaparecidos.

## Barrio Seré y Colonia Seré
Los campos de la familia Seré en Morón fueron divididos entre tres de los hijos de Jean y en 1928 comenzaron los loteos. Así se creó el Barrio Seré, consolidado a finales de la década del '50.
La Colonia Seré, en el partido de Carlos Tejedor, provincia de Buenos Aires, fue fundada en 1903 por Guillermo Seré, hijo de Jean.